# Tà Hộc
Tà Hộc là một xã thuộc huyện Mai Sơn, tỉnh Sơn La, Việt Nam.
Xã có diện tích 82,38 km², dân số năm 2008 là 3.352 người, mật độ dân số đạt 41 người/km².